# Robert Cialdini

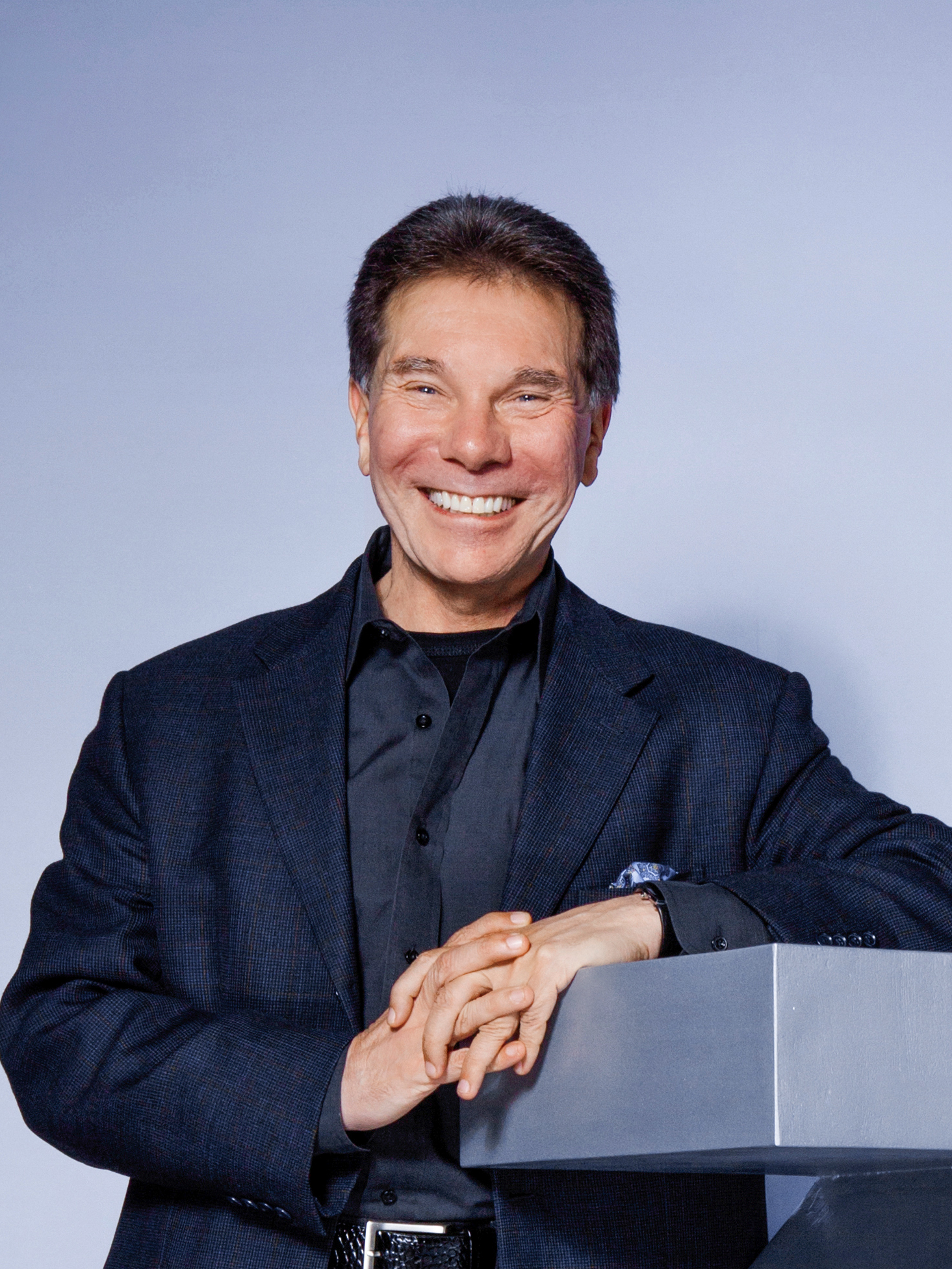
Robert Cialdini

Robert B. Cialdini (27 de abril de 1945) es un conocido psicólogo y escritor estadounidense, y profesor de psicología en la Universidad Estatal de Arizona.

## Biografía
Estudió en la Universidad de Columbia y recibió su doctorado de la Universidad de Carolina del Norte. 
Cialdini es conocido internacionalmente por ser uno de los principales estudiosos de la psicología social de la persuasión. Sus estudios y sus publicaciones se consideran una de las matrices teórico-conceptuales más relevantes del sector, que desde entonces se ha dividido la investigación en los procesos cognitivos y las relaciones interpersonales de la persuasión.

## LibroInfluence, the psychology of persuasion
Para escribir este libro, Cialdini trabajó, durante tres años, de modo "encubierto" en diversos trabajos y recibiendo enseñanzas en ventas de coches usados, organizaciones caritativas, firmas de telemarketing y similares, observando situaciones reales de persuasión.  El libro también revisa muchos de los experimentos y las teorías más importantes en psicología social
Cialdini articula en seis principales fundamentos su teoría:
1. Compromiso y coherencia: El impulso de ser/parecer coherente (incluso con sus propias declaraciones o posiciones expresadas anteriormente) representa una poderosa arma de influencia social.
2. La reciprocidad: Normalmente, el hombre siente la necesidad de devolver favores reales o presuntamente. Este aspecto también ha sido descrito como parte de antropología cultural como algo que caracteriza a todas las sociedades humanas. Esta regla tiene para Cialdini, las siguientes características: Es "abrumadora": es muy poderosa en estimular la aquiescencia de los otros. Impone la "deuda" que nadie ha solicitado: porque puede hacer sentir la deuda por favores que no se han solicitado.
3. Aprobación social: Las personas, por general, tienden a creer válido el comportamiento que están realizando un elevado número de personas. Es el fenómeno socio-psicológico detrás de la difusión del "modo".
4. Autoridad: Las explicaciones están apoyadas por una referencia a un personaje importante, real o supuesta, o se presentan como si fueran derivados de tal figura/institución, acentuando el valor de persuasión.
5. Simpatía: Mediante la construcción de un lazo de simpatía y "similitud" real o supuesto, es más fácil de obtener las modificaciones del cambio de actitud, cuando existe atracción física.
6. Escasez: La tendencia natural a maximizar la disponibilidad de recursos de un tema determinado, conduce a un cambio de actitud hacia el comportamiento de compra si se presenta la disponibilidad de los activos como limitada en el tiempo o en su accesibilidad. La percepción de escasez genera demanda. Explica el uso de ofertas "por tiempo limitado" y su efecto positivo en ventas.

## Obras
- Cialdini, R.B., Wosinska, W., Barrett, D.W., Butner, J. & Gornik-Durose, M. (1999). Compliance with a request in two cultures: The differential influence of social proof and commitment/consistency on collectivists and individualists. Personality and Social Psychology Bulletin 25, 1242-1253.
- Cialdini, R. B., Sagarin, B. J., & Rice, W. E. (2001). Training in ethical influence. In J. Darley, D. Messick, and T. Tyler (Eds.). Social influences on ethical behavior in organizations (pp. 137-153). Mahwah, NJ: Erlbaum.
- Cialdini, R. B. (2001, February). The science of persuasion. Scientific American, 284, 76-81.
- Cialdini, R. B. (2001). Influence: Science and practice (4th ed.). Boston: Allyn & Bacon.
- Kenrick, D. T., Neuberg, S. L., & Cialdini, R. B. (2002) Social Psychology: Unraveling the Mystery (2nd Ed.).  Boston: Allyn & Bacon
- Guadagno, R. E., & Cialdini, R. B. (2002).  On-line persuasion: An examination of differences in computer-mediated interpersonal influence.  Group Dynamics: Theory, Research and Practice, 6, 38-51.
- Sagarin, B. J., Cialdini, R. B., Rice, W. E., & Serna, S. B. (2002). Dispelling the illusion of invulnerability: The motivations and mechanisms of resistance to persuasion. Journal of Personality and Social Psychology, 83, 526-541.